# La Muerte y la Doncella (Egon y Wally)
La Muerte y la doncella es una pintura expresionista del pintor austriaco Egon Schiele de 1915, una de sus obras más conocidas y que se exhibe en la Galería Belvedere de Viena. Schiele inicialmente nombró a esta imagen grande de 150 cm × 180 cm como Hombre y muchacha y también Pareja entrelazada.
La pintura fue creada en el momento en que Schiele, tras casarse con Edith Harms, fue reclutado para el servicio militar en la Primera Guerra Mundial y lo hizo en una oficina del registro cerca de Viena. La presencia de la muerte, pero también la conexión entre muerte y eros aparece en varias de sus obras de esta época. En este cuadro retoma el motivo de la Muerte y la doncella, popular en el norte y centro de Europa desde el Renacimiento: la mujer abraza la figura masculina que la acoge; es la Muerte, representada no como un esqueleto sino con el hábito de un monje, perdiendo su horror. En la recepción se hizo una comparación con la pintura de 1914 de Oskar Kokoschka La novia del viento y se establece así que los artistas que se desarrollaron en direcciones opuestas coincidieron en un principio.
La pintura representa la profunda tristeza que sintió el propio artista al abandonar a su amante y modelo Wally Neuzil. Aparecen ambos en un abrazo final, sobre una sábana arrugada que parece un sudario.
Fue cuando se enteró de la muerte de Wally que cambió el nombre del cuadro de Hombre y muchacha a La Muerte y la doncella.
El título inspiró el del largometraje Egon Schiele: Death and Girls de 2016 del director Dieter Berner basado en la novela biográfica Death and Girls: Egon Schiele and the Women de Hilde Berger.